# Els Banys de Sant Vicenç
Els Banys de Sant Vicenç – miejscowość w Hiszpanii, w Katalonii, w prowincji Lleida, w comarce Alt Urgell, w gminie El Pont de Bar.
Według danych INE w 2020 roku liczyła 9 mieszkańców – 5 mężczyzn i 4 kobiety. 